# Standardvagnsracing

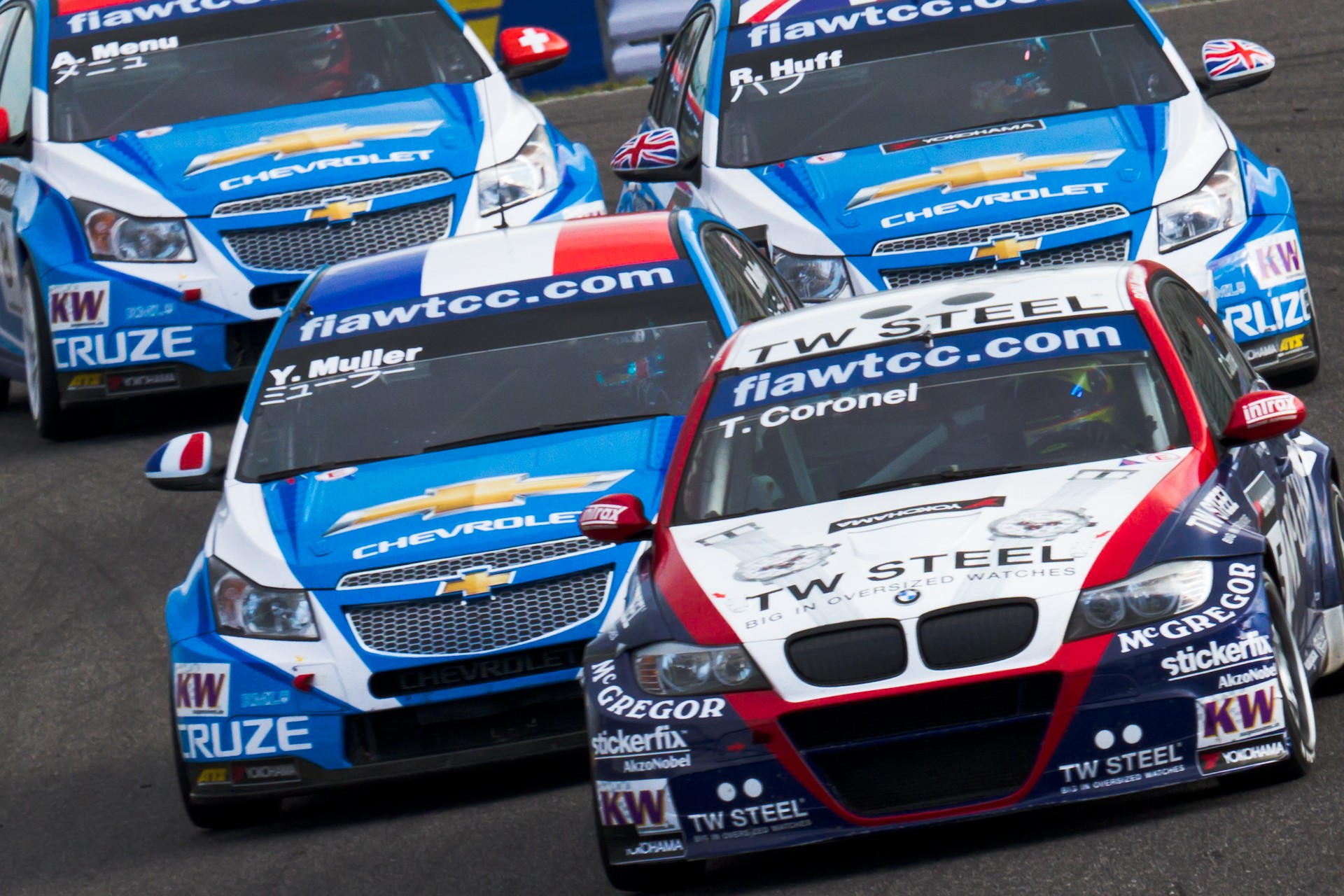
FIA WTCC Race of Japan 2011 i World Touring Car Championship.

Standardvagnsracing är en form av racing med tävlingsbilar baserade på personbilar avsedda för landsvägskörning. Bilarna är inte alls lika snabba som formelbilar, men har mindre aerodynamisk inverkan, vilket oftast leder till fler omkörningar och tätare racing. Eftersom bilarna är helt täckta och ingenting sticker ut (förutom exempelvis backspeglar) tillåts mer kontakt än i formelbilsracing. Världsmästerskapet heter World Touring Car Championship.
De flesta standardvagnsmästerskap kör så kallade sprintrace, vilket innebär att racen är runt tjugo minuter långa och utan obligatoriska depåstopp. Det finns dock undantag, som exempelvis tyska Deutsche Tourenwagen Masters (DTM) och australiska V8 Supercars, men det finns även vissa mästerskap som blandar sprintrace med långlopp. Långloppen är oftast mellan 3 och 24 timmar långa.

## Egenskaper

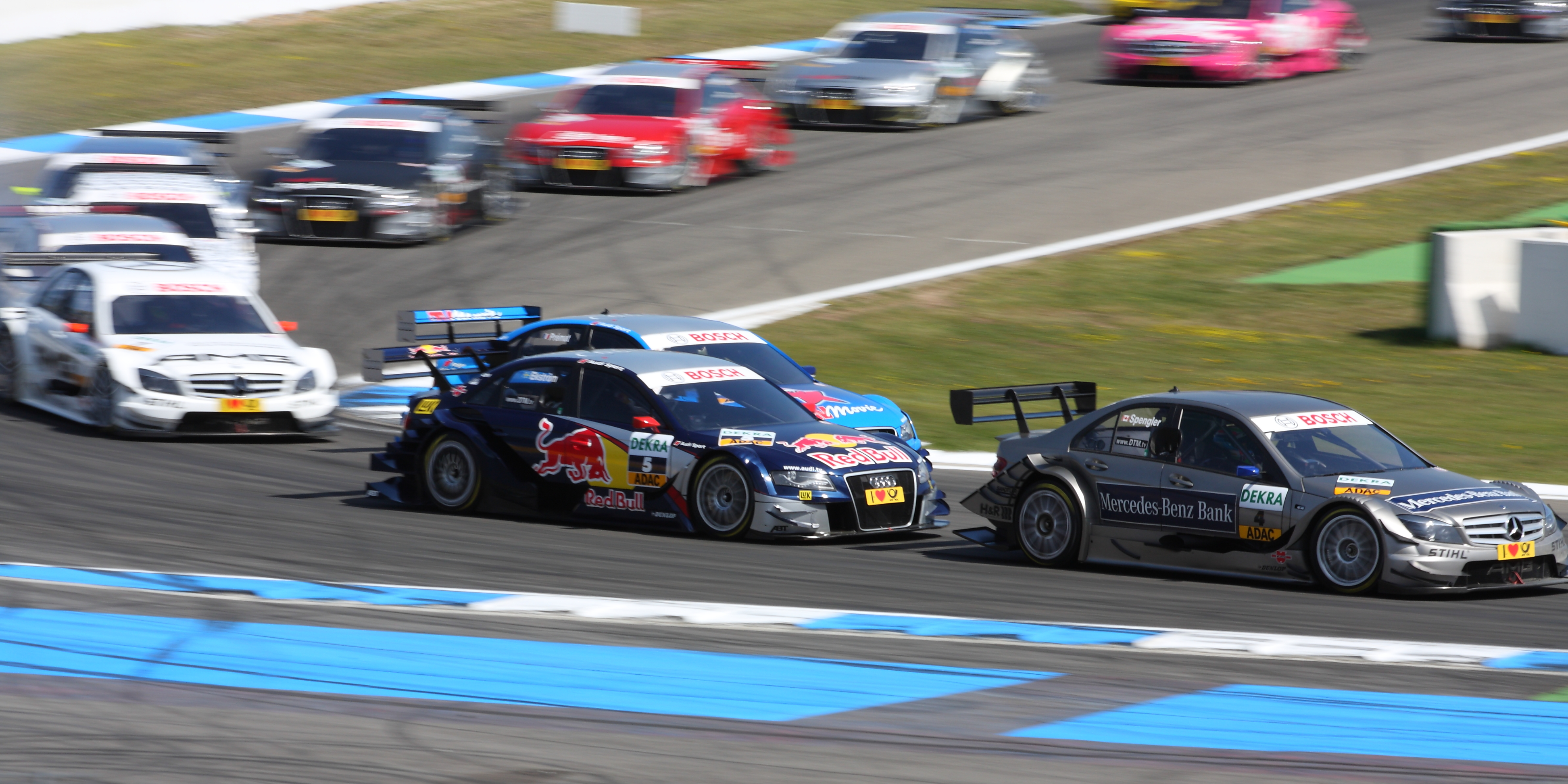
Deutsche Tourenwagen Masters på Hockenheimring 2010.

Reglerna skiljer sig ofta mycket mellan olika mästerskap och länder, men det vanligaste är att bilar avsedda för standardvagnsracing utgår från en standardkaross, men tillåter omfattande modifieringar av övriga delar, såsom motor, växellåda, hjulupphängningar, bromsar och däck. Spoilers används för att förbättra aerodynamiken. I övrigt brukar reglementena i de flesta mästerskap användas för att hålla nere kostnaderna och förbjuda kostsamma material och lösningar.
Till skillnad från sportvagnsracing, med dyrare sportbilsmärken som Porsche, Ferrari och Maserati, är standardvagnarna baserade på familjebilar, vanligtvis fyrdörrars sedaner och med mindre motorer. Många av dagens standardvagnar är framhjulsdrivna. Det finns dock undantag, som exempelvis tyska Deutsche Tourenwagen Masters, där bilarna under det vardagliga skalet är väl så avancerade som FIA GT-vagnar. Ett annat undantag är det italienbaserade Superstars Series, där deltagarna kör med kraftiga V8-motorer och startfälten består av bilar från exempelvis Maserati, Jaguar, Mercedes och BMW. I de flesta andra standardvagnsmästerskap är bland annat BMW, SEAT, Honda, Chevrolet och Ford vanliga.

## Standardvagnsmästerskap

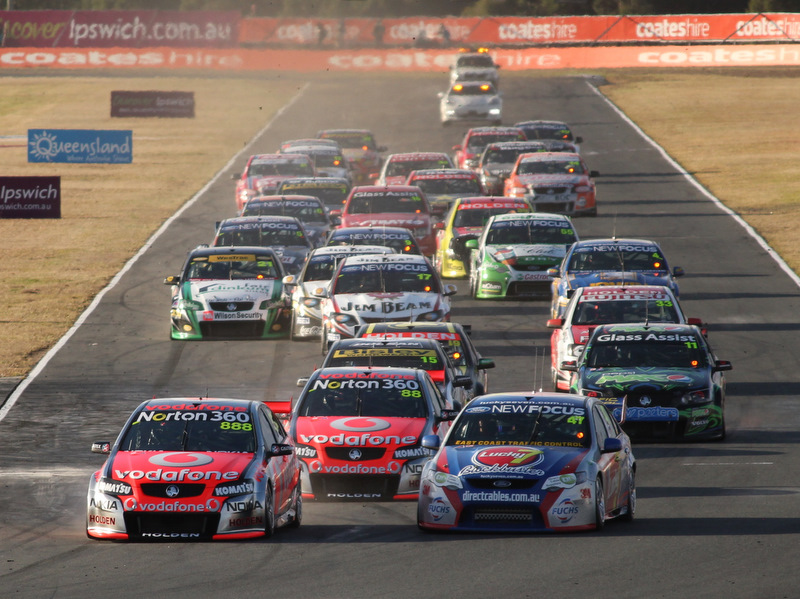
V8 Supercars på Queensland Raceway 2011.

Följande är ett urval av några av de större standardvagnsmästerskapen:
- World Touring Car Championship (WTCC): FIA:s världsmästerskap som instiftades 2005 och de ersatte det tidigare European Touring Car Championship. 2015 tävlar Honda, Citroën, Lada och Chevrolet. Startfältet är ungefär 18 bilar stort och kända namn är José María Lopéz, rallyvärldsmästaren Sébastien Loeb, Yvan Muller samt de tidigare Formel 1-förarna Tiago Monteiro och Gabriele Tarquini. Svensken Rickard Rydell kör för team Nika International i en Honda Civic.
- British Touring Car Championship (BTCC): det brittiska mästerskapet var under 1990-talet det viktigaste nationella mästerskapet med förare och bilmärken från övriga världen. På senare år har mästerskapet växt och har 2015 ett startfält på upp till 30 bilar. Fabriksteamen består av BMW, Infiniti, Honda och MG, men privatförare tävlar också i Volkswagen, Ford, Toyota, Proton, Mercedes, Chevrolet och Audi. 2014 års mästare är Colin Turkington.
- Deutsche Tourenwagen Masters (DTM): det tyska mästerskapet körs sedan år 2000 med specialbyggda tävlingsbilar, med kolfiberchassin och kraftfulla V8-motorer. Märken som tävlar är Audi, BMW och Mercedes, alltså de stora tyska märkena. Flera före detta Formel 1-förare har tävlat eller tävlar i mästerskapet, som Jean Alesi, Mika Häkkinen, Ralf Schumacher, David Coulthard, Paul di Resta, Vitaly Petrov och Timo Glock. 2014 vann Marco Wittmann mästerskapet. Svensken Mattias Ekström har tävlat i DTM för Audi sedan 2001 och har vunnit mästerskapet två gånger - 2004 och 2007. Han är fortfarande aktiv.
- Scandinavian Touring Car Championship (STCC): det skandinaviska mästerskapet som startade år 2011, som en sammanfogning av Swedish Touring Car Championship och Danish Touringcar Championship. Mästerskapets status var som störst under 2000-talet, då det lockade förare från hela världen, men har krympt sedan introduktionen av Silhouette-bilar. 2015 tävlar BMW, Dacia, Kia, Saab och Volvo i mästerskapet. Kända förare är Richard Göransson, Thed Björk, Fredrik Ekblom och den svenska prisen Carl Philip Bernadotte.
- V8 Supercars: det australiska mästerskapet som tävlar med kraftiga V8-motorer. De klassiska märkena är Ford och Holden, men 2015 tävlar också Mercedes, Nissan och Volvo. 2014 vann Jamie Whincup mästerskapet, som består av ungefär 25 startande.
- Superstars Series: var ett Italienbaserat mästerskap, som körde ungefär hälften av sina tävlingar i Italien och resten utanför. Även dessa med kraftiga V8-motorer. 2012 vann svensken Johan Kristoffersson innan mästerskapet försvann på grund av alltför få startande.

För fler mästerskap, se Kategori:Standardvagnsracing.

## Andra tävlingar

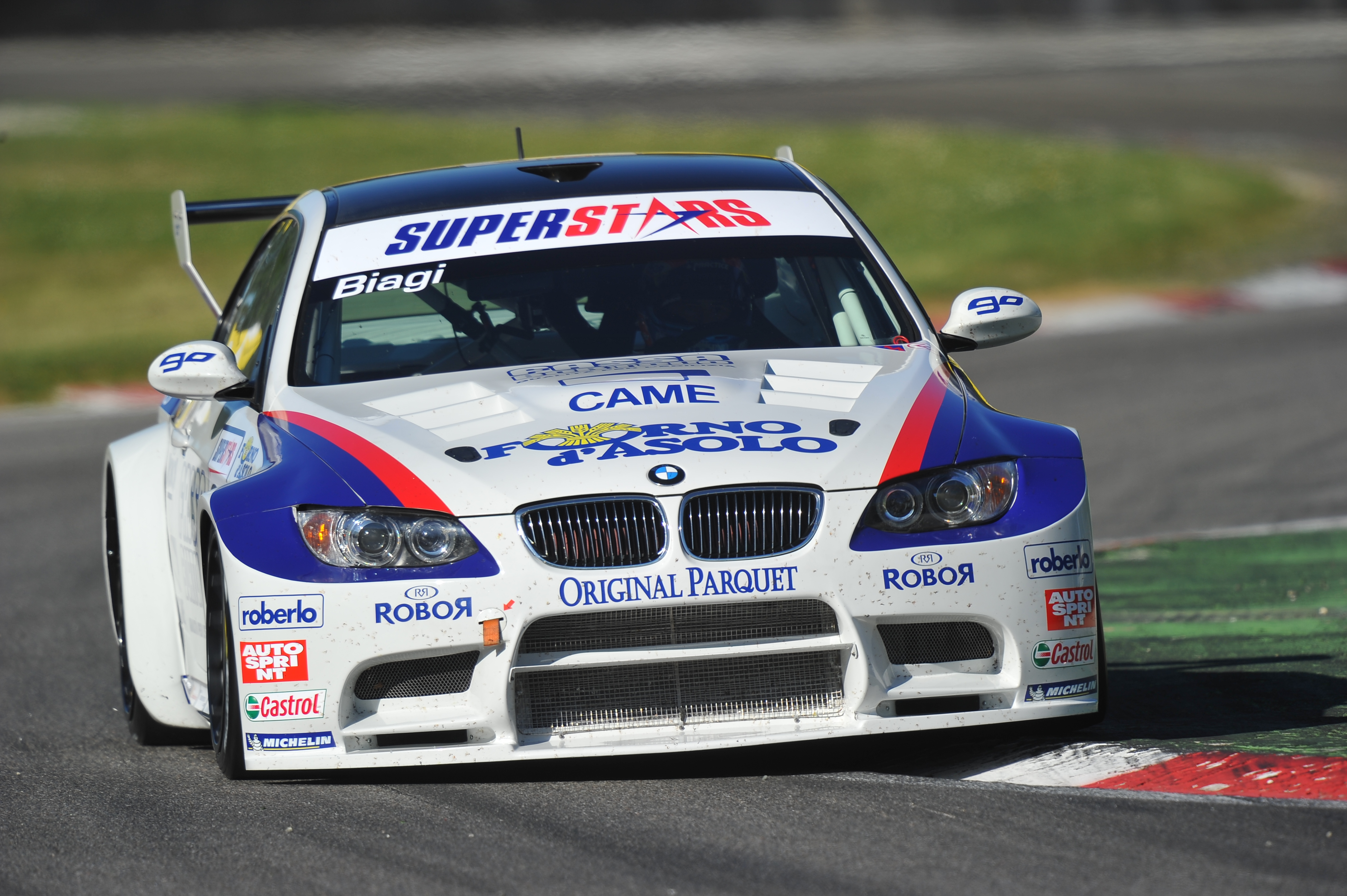
Thomas Biagi i Superstars Series 2011.

- Spa 24-timmars är en långdistanstävling som hållits sedan 1924.
- Macaus Grand Prix är idag en deltävling i WTCC.
- RAC Tourist Trophy har tidvis delats ut vid standardvagnstävlingar.
- Bathurst 1000 har körts sedan 1963, ingår idag i V8 Supercars.
- Nürburgring 24-timmars är en långdistanstävling som hållits sedan 1970.